# Pietra dello scandalo

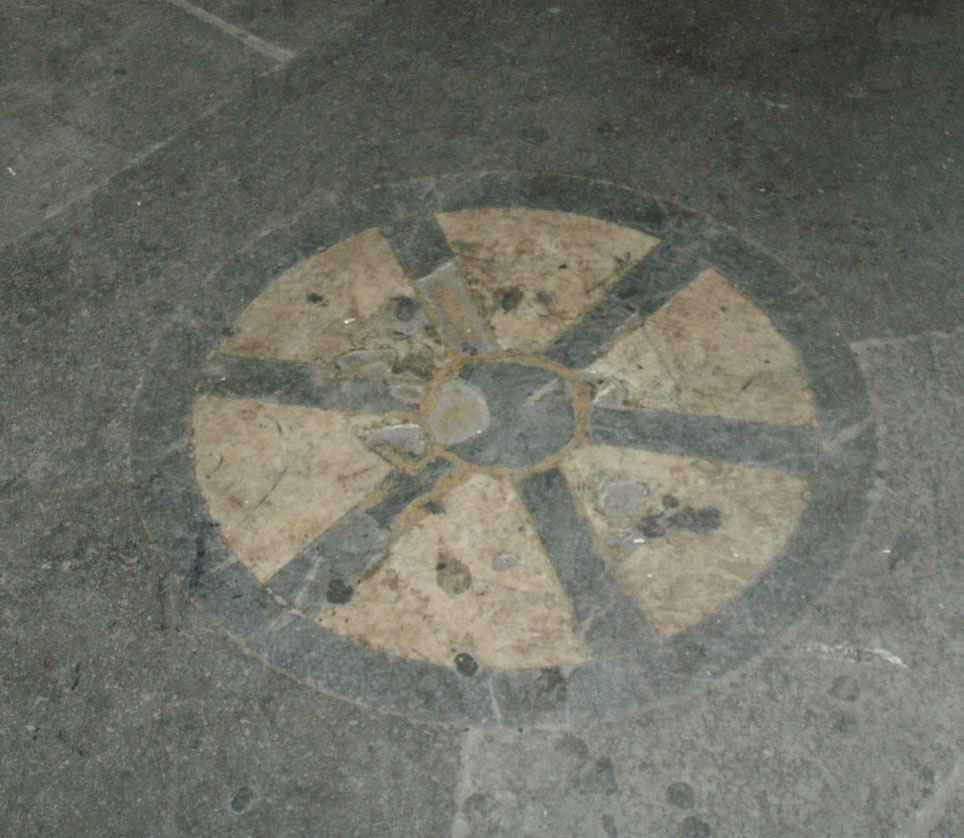
La pietra dello scandalo della Loggia del Porcellino a Firenze

La pietra dello scandalo, nell'antica Roma, era una grande pietra che si trovava di fronte alla porta maggiore del Campidoglio su cui era scolpita la figura di un leone, sulla quale dovevano sedersi coloro che mancavano ai loro impegni debitori oppure coloro che erano stati dichiarati falliti e avevano dovuto svendere tutti i loro beni ai creditori.
Seduti sulla pietra dovevano gridare ad alta voce cedo bona o cedo bonis (svendo tutti i miei beni) e per tre volte dovevano alzarsi e violentemente sedercisi di nuovo. Fatto questo la colpa era ritenuta estinta e da quel momento i creditori non potevano più rivalersi su di loro.
Fu Giulio Cesare a inventare questo tipo di pena per sostituire una delle Leggi delle XII tavole in cui si autorizzavano i creditori non soddisfatti a uccidere o ridurre in schiavitù il debitore moroso, secondo l'istituto della manus iniectio.